# Воротынцево (городище)
Городище Вороты́нцево — археологический памятник, представляющий собой остатки древнерусского города XI—XIV веков. Памятник расположен на правом берегу реки Зуши у села Воротынцево Орловской области, на так называемой Никитской горе. В письменных источниках имя города не сохранилось. Город с названием «Воротинескъ» (Воротынск) упоминается в Ипатьевской летописи под 1155 годом в связи с заключением союза между князем Святославом Ольговичем и его племянником Святославом Всеволодовичем. Точная локализация домонгольского Воротынска не установлена. Из древнерусских городов на территории Орловской области городище Воротынцево имело наиболее сложную планировочную структуру. Скорее всего данное поселение представляло собой остатки древнерусского города в земле вятичей, который был построен на границе со степью для защиты от кочевников. По мнению Т. Н. Никольской, название села, напротив которого располагается городище, — Воротынцево, возможно, не случайно и «указывает на её окраинное положение». Разрушение крепости беклярбеком Мамаем историки относят к 1375 году.

## Описание городища
Укреплённое поселение располагалось на высоком (более 30 м) мысу и состояло из двух городищ: большого городища I (XI—XIII вв.) и малого городища II (XII—XIII вв.). К северо-западу от малого городища и окольного города большую площадь занимал посад, имевший более слабую линию укрепления — возможно частокол или надолбы. Остатком посада является курганообразная насыпь, предположительно основание деревянной башни, защищавшей родник. Первое описание городища встречается у П. И. Малицкого в «Приходах и церквях Тульской губернии» за 1895 год. В 1953 и 1955 годах археологической экспедицией Института истории материальной культуры АН СССР под руководством Т. Н. Никольской были произведены раскопки на территории городища. 

### Воротынцево I (большое)
Объект культурного наследия народов РФ федерального значения. Рег. № 571441030010006 (ЕГРОКН). Объект № 5710038000 (БД Викигида)
Большое городище состояло из двух частей: детинца на мысовой части и окольного города. Детинец площадью около одного гектара, имеющий в плане подтреугольную форму, ограничен с напольной стороны трёхметровым валом и такой же глубины рвом. Трапециевидный в плане окольный город размером 150×96 м также был обнесён двухметровым валом и рвом глубиной до 1,5 м. По валам проходила деревянная стена с башнями. Посередине валов имелись ворота. Общая площадь всего городища составляет около 2,5 гектаров. С западной части поселение защищено глубоким оврагом, южная и восточная стороны — обрывистым берегом реки Зуши. С напольной стороны посада проходил вал высотой более 2,5 м и небольшой ров. Площадка поселения частично была испорчена во время Великой Отечественной войны траншеей, прорытой по направлению восток — запад и воронками от бомб. На поверхности мысовой части обнаружены следы более позднего кладбища XVI—XVII веков. Поэтому культурный слой детинца стратиграфическому исследованию не поддаётся. Территория окольного города долгое время распахивалась. Характер памятника определён по вещам, найденным в культурном слое. После проведения разреза насыпи вала было установлено, что древнерусское поселение конца I тысячелетия разрослось и в XI—XII веках вышло за пределы мысовой части. Оборонительные сооружения были усилены; валы сооружены частично из культурного слоя, мощных слоёв обожжённой глины в чередовании с настилами из брёвен. Верхняя часть насыпи состояла также из культурного слоя. В XII веке рядом с больши́м появилось ещё одно небольшое городище.
Культурный слой составляет 45—50 см. В результате раскопок на городище было обнаружено много обломков гончарной керамики с волнистым и линейным орнаментом, которая датируется преимущественно XI—XIII веками, но не позднее XV века, предметы быта: глиняные пряслица, костяные и железные орудия труда, украшения: обломки стеклянных браслетов, бронзовый решётчатый перстень, обломки серебряного семилопастного височного кольца, которые подтверждают принадлежность данной территории вятичам. Лепная керамика относится к верхнеокской (IV—II вв. до н. э.), мощинской (IV—VII вв.) и роменской (VII—XI вв.) культурам; гончарная — к древнерусскому периоду и позднесредневековому.

### Воротынцево II (малое)
Объект культурного наследия народов РФ федерального значения. Рег. № 571441030120006 (ЕГРОКН). Объект № 5710039000 (БД Викигида)
Севернее окольного города большого городища находится ещё одно округлое в плане укрепление диаметром 42 м, которое было защищено рвом глубиной 1 м, дугообразным валом высотой до 2 м и деревянной стеной с башнями. Насыпь вала состояла из плотной сырой или обожжённой глины и песка, которые насыпались на деревянные обожжённые сооружения или каменную забутовку. Вероятно это была феодальная усадьба, в которой проживал (отдельно не в детинце) владелец (или посадник). Культурный слой составляет 20—30 см. Памятник был испорчен многолетней распашкой. Керамика гончарная древнерусская, преимущественно XII—XIII веков и позднесредневековая, не позднее XV века.

## Заключение
Полученные артефакты позволили установить наличие трёх разновременных напластований: IV—II века до н. э., IV—VII века, конец I тысячелетия — XI—XIII века, а также кладбище  XVI—XVII веков. Поселение было обитаемо в течение длительного времени с некоторыми перерывами. Первоначально оно было не укреплённым. Насыпь вала состояла из культурного слоя. Это свидетельствует о том, что вал был сооружён не в первый момент жизни на поселении, а спустя длительное время, в течение которого произошло образование культурного слоя. Самый ранний период обитания поселения характеризуется значительным количеством керамики «зольничного» типа. Это сосуды изготовленные из хорошо промешанной серой глины с добавлением песка или шамота неравномерно и слабо обожжённые. Сосуды орнаментированы по краю насечками или защипами, а у шейки сквозными ямками или «жемчужинами». Толщина стенок 0,4—0,7 см, диаметры днищ 10—14 см. К этому периоду относятся также большие цилиндрические глиняные рыболовные грузила, покрытые по поверхности глубокими ямками.
Следующие периоды жизни на городище представлены фрагментами сосудов без лощения, чернолощеной и светлолощеной. Форма лощеной посуды разнообразна: горшки, миски, сковороды, тарелки. Горшки сравнительно небольшого диаметра 10—16 см, но встречаются сосуды и значительных размеров — диаметром 22 см. Сосуды часто покрыты по плечикам и по краям верёвочным орнаментом. Массовый археологический материал представлен керамикой, а предметы из металла очень редки.
В 1375 году татары в отместку за участие новосильского князя Романа Семёновича в походе на Тверь великого князя московского Дмитрия Ивановича (Донского) сожгли Новосиль и «землю новосильскую всю пусту сътвориша». Вероятно, тогда же и поселение Воротынцево было полностью разрушено.

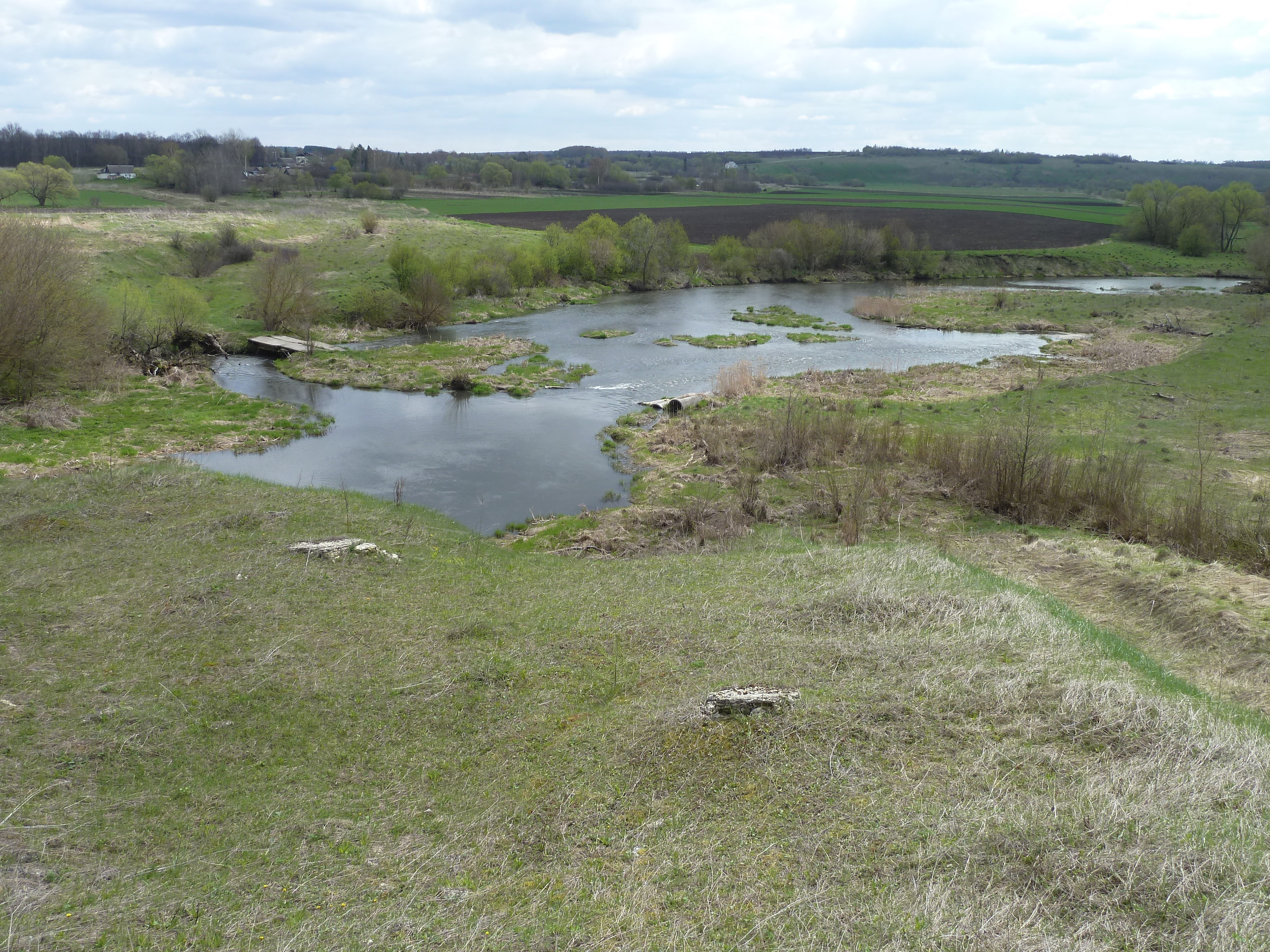
Мысовая часть со следами могил и надмогильных плит.  На левом берегу — село Воротынцево.
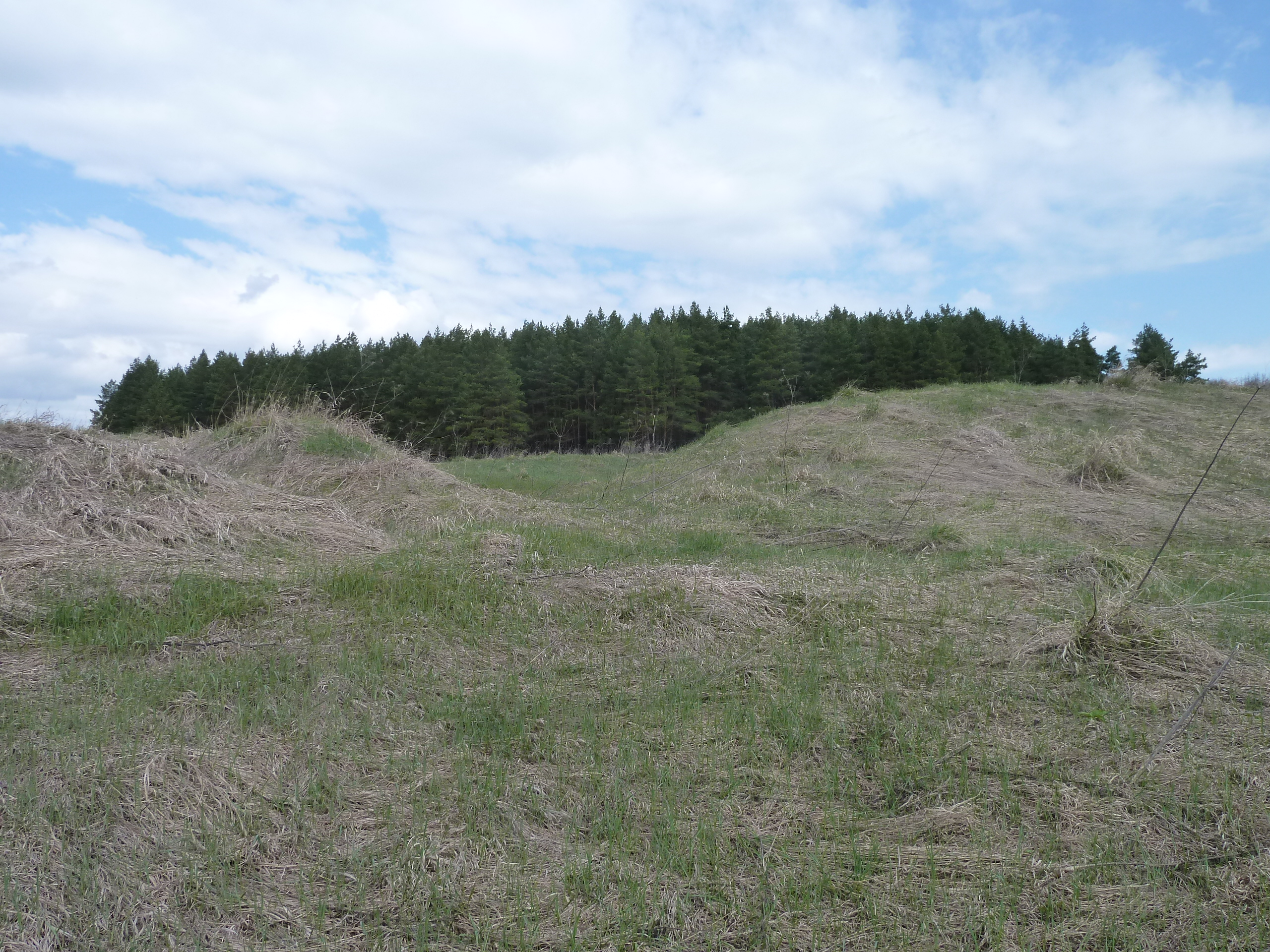
Сохранившийся вал между детинцем и окольным городом.
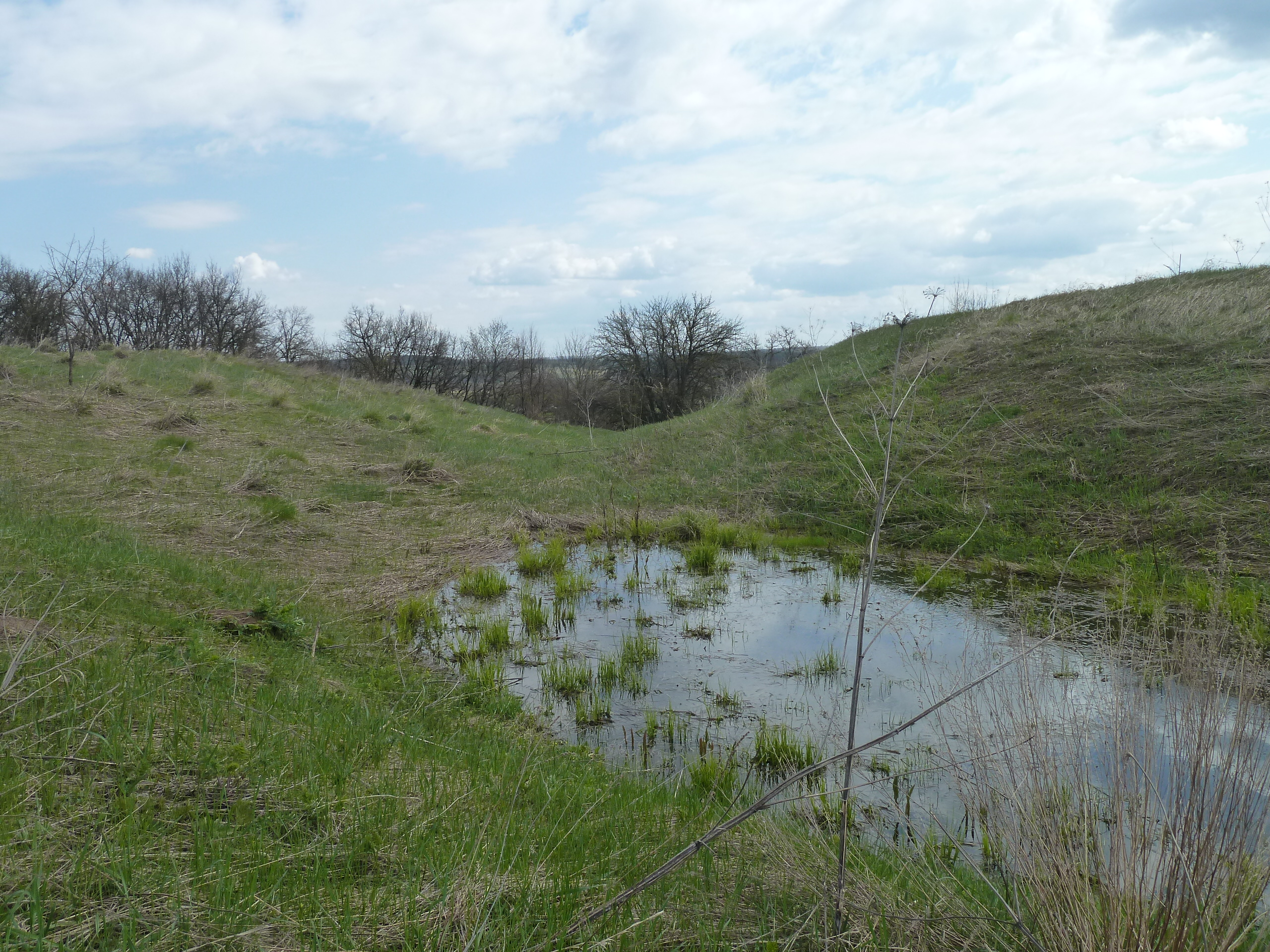
Осадный пруд на территории городища.
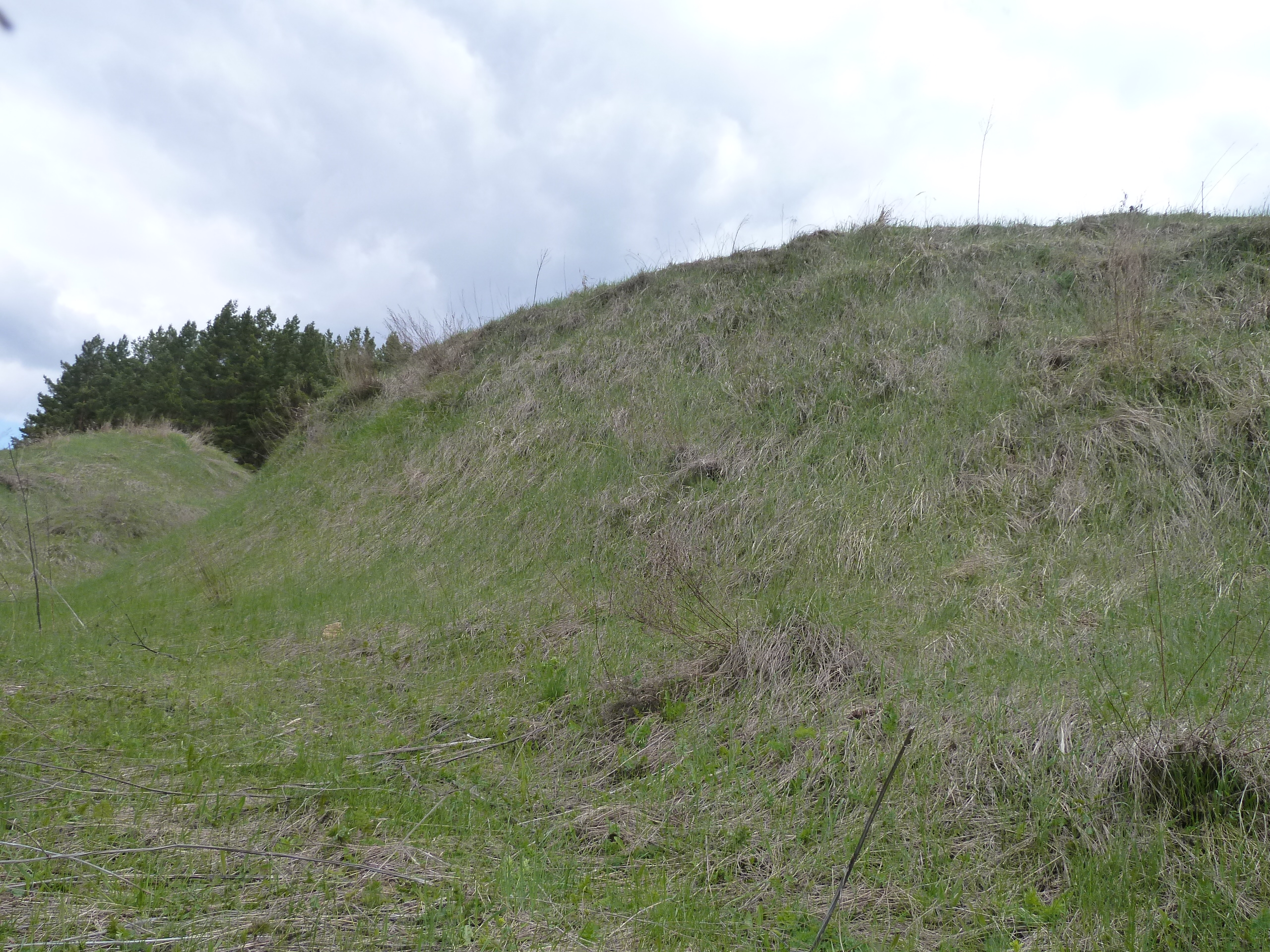
Место, где находилась башня для охраны родника. Слева овраг — естественная защита на западном склоне.
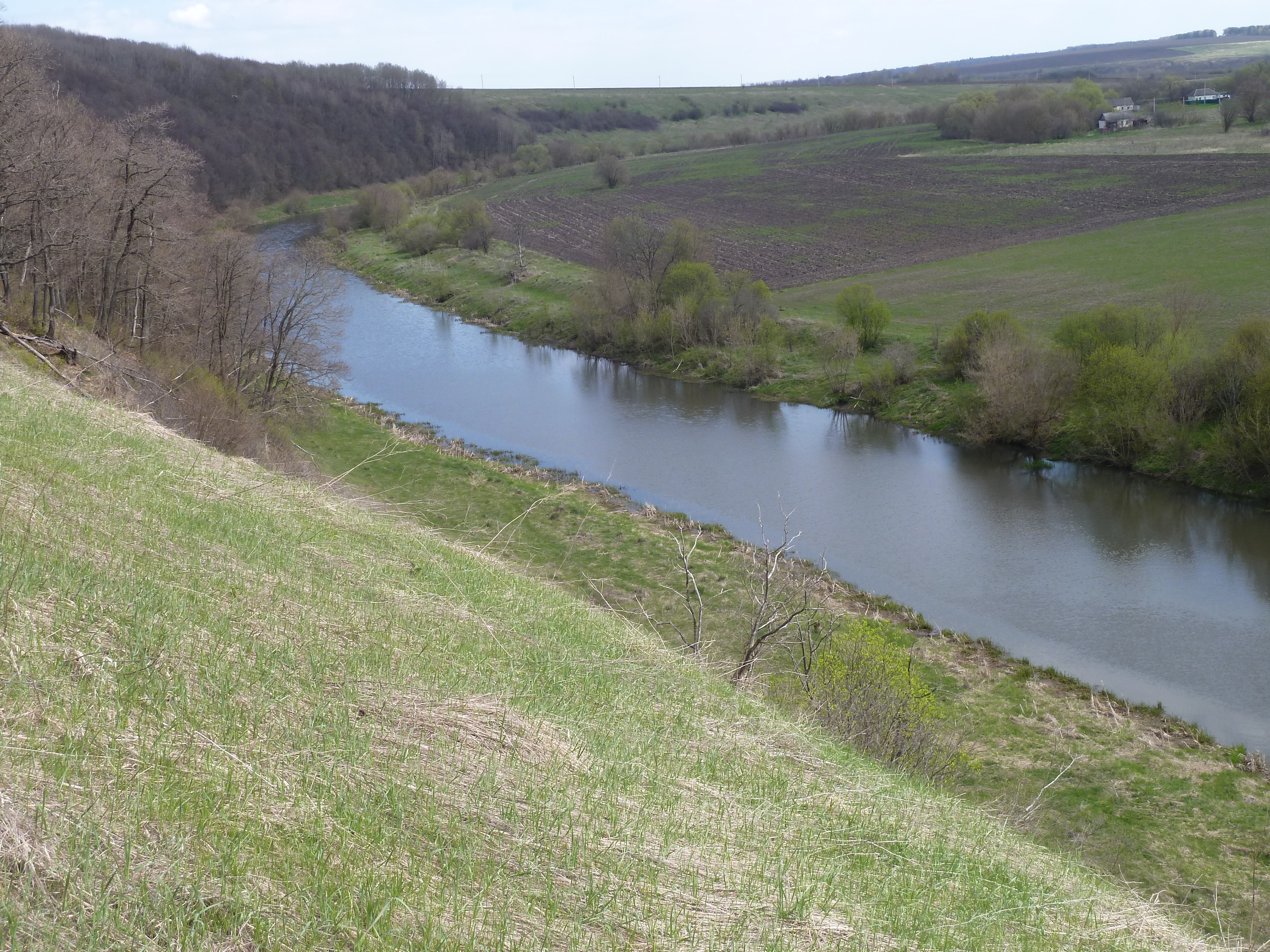
Восточный склон городища — обрывистый берег Зуши.